# Cyperus costaricensis
Cyperus costaricensis là một loài thực vật có hoa trong họ Cói. Loài này được Gómez-Laur. mô tả khoa học đầu tiên năm 1982.